# 伊巴克汗
伊巴克汗（?—1495年），是西伯利亚汗国昔班王朝的可汗，是秋明的可汗，哈只·穆罕默德的孙子。
乌拉尔东南部的昔班王朝、乌拉尔南部的諾蓋汗國、東部森林地區的台不花别吉从金帐汗国分离，台不花别吉建立西伯利亚汗国。1428年，昔班王朝的阿布海儿建立了从西伯利亚到锡尔河的政权，使台不花别吉系的勢力被壓縮，而其餘昔班部眾則依附伊巴克汗。1468年，阿布海儿死后，伊巴克汗娶台不花别吉的孙女为妻。伊巴克汗在诺盖人的帮助下，杀死台不花别吉的孙子马尔汗即位。1480年，大帐汗国阿黑麻汗和莫斯科公国大公伊凡三世於乌格拉河对峙。他于西伯利亚秋明一带杀害阿黑麻汗，大帐汗国领土也被诺盖人占有。1495年，马尔汗的孙子馬穆特（Mamut）进攻伊巴克汗，攻陷了成吉-图拉城，杀死伊巴克，奪回西伯利亚汗国的可汗之位。伊巴克汗死后，其弟馬穆克、其子穆尔塔咱汗先後承襲其地位。他的孙子库楚汗是西伯利亚汗国最后的可汗。